# Al-Shabaab (Somalië)
Al-Shabaab (Arabisch: الشباب, "De Jeugd") is een algemeen als terroristisch beschouwde islamistische organisatie die actief is in Somalië. Al-Shabaab is ook bekend onder de namen Ash-Shabaab, Hizbul Shabaab (Arabisch voor "Jongerenpartij") en Popular Resistance Movement in the Land of the Two Migrations (PRM). De organisatie wordt als terroristisch gezien door de Verenigde Staten, Maleisië, Canada, Australië, Verenigd Koninkrijk, Verenigde Arabische Emiraten, Noorwegen en Zweden. Al-Shabaab staat op de Amerikaanse terreurlijst.

## Ontstaan
De organisatie ontstond in 2004 en maakte tot 2006 als jeugdorganisatie deel uit van de Unie van Islamitische Rechtbanken (UIR). De UIR was een groep van shariarechtbanken die in eerste instantie rust wilde brengen in Somalië door de seculiere krijgsheren te bestrijden en de orde te herstellen. De orde die de UIR nastreefde was gebaseerd op de Koran. In 2006 had de UIR een groot deel van Somalië in handen, waarna de UIR het naast de krijgsheren ook opnam tegen de Somalische overgangsregering en buurland Ethiopië. Dit mislukte, waarna Al-Shabaab zich afsplitste van de UIR. Al-Shabaab wil in Somalië, net als voorheen de UIR, een islamitische staat vestigen waarvan de wetgeving gebaseerd is op de Koran.
Al-Shabaab gold tot 2006 als een min of meer onafhankelijke jeugdbeweging onder de UIR. De organisatie opereerde vrijwel zelfstandig en werd gezien als de revolutionaire garde van de UIR. Al-Shabaab was militanter dan de UIR en raakte betrokken bij gewelddadige incidenten, zoals plunderingen van dorpen, het mishandelen van te uitdagend geklede burgers, ontvoering van journalisten en de moord op gewonde Juba Vallei Alliance-soldaten in het ziekenhuis.
In de tweede helft van 2006 had de UIR een groot deel van Somalië in handen, waaronder belangrijke steden als Jawhar, Kismayo, Beledweyne en de hoofdstad Mogadishu. Alleen de noordelijke regio’s die zich al van Somalië hadden afgescheiden (Puntland, Somaliland) en enkele gebieden in het zuiden van Somalië werden niet door de UIR gecontroleerd. Vanaf december 2006 verloor de UIR snel terrein na nederlagen in gevechten met troepen van de internationaal erkende Somalische overgangsregering en het Ethiopische leger. Het christelijke Ethiopië was Somalië binnengevallen omdat zij de overgangsregering steunde en een moslimstaat als buurland niet zagen zitten. Tijdens de neergang van de UIR gingen zo'n 3.000 leden van de jongerenorganisatie van de UIR (Al-Shabaab) ondergronds. Al-Shabaab richtte zich op de guerrillastrijd en vormde een rebellenleger. De rebellen richtten hun aanvallen op de Somalische overgangsregering, op het Ethiopische leger en later op Afrikaanse vredestroepen van de Afrikaanse Unie.
De UIR trok zich na de nederlaag terug uit Somalië en vestigde zich in ballingschap in Eritrea. Na vredesbesprekingen sloot de gematigde vleugel van de UIR zich aan bij de overgangsregering, de voormalige leider van de UIR - Sharif Sheikh Ahmed - werd op 31 januari 2009 president van Somalië. De meer radicale delen van de UIR, waaronder Al-Shabaab, verwierpen de vrede. Ze zetten de strijd voort samen met andere militante islamitische organisaties en met hulp van buitenlandse moedjahedienstrijders. Andere militante UIR-leden richtten de PRM op, deze PRM wordt gezien als ‘officiële opvolger’ van de UIR. De PRM en Al-Shabaab werken nauw samen.

## Organisatie
Al-Shabaab wil, net als voorheen de UIR, een islamitische staat vestigen in Somalië. Als eerste stap ziet Al-Shabaab de invoering van de sharia.
Geschat wordt dat Al-Shabaab tussen de 3.000 en 7.000 actieve leden heeft. Al-Shabaab wordt min of meer formeel geleid door Sheik Mohamed Mukhtar Abdirahman ook wel bekend als ‘Abu Zubeyr’ of ‘Moktar Ali Zubeyr’. Geografisch gezien is Al-Shabaab verdeeld in drie groepen: de regio Bay en Bokool (geleid door Abu Mansur), de zuidelijke regio samen met Mogadishu en als derde Puntland en Somaliland in het noorden. Als vierde regio wordt de Juba Vallei genoemd, deze wordt geleid door Hassan Abdillahi Hersi ook wel ‘Turki’ genoemd. Turki is geen lid van Al-Shabaab maar onderhoudt wel stevige banden met de organisatie. Volgens de Verenigde Naties opereren de regionale groepen in belangrijke mate zelfstandig hetgeen regelmatig aanleiding is voor interne frictie. Binnen de regio’s zit de organisatie hiërarchisch in elkaar. De strijders worden getraind in Somalië en Eritrea.
Het vermoeden bestaat dat Al-Shabaab deels gefinancierd wordt met geld dat afkomstig is van de Somalische piraterij. Andere financiers zijn onder andere extremistische moslimorganisaties in Iran, Libië en Egypte en Somaliërs in het buitenland. Ook Eritrea wordt ervan verdacht Al-Shabaab te financieren en te bewapenen.
De Somalische leden van Al-Shabaab behoren hoofdzakelijk tot de Somalische Hawiye clan. Hoewel Al-Shabaab niet veel leden telt, is het toch een machtige organisatie in Somalië. Dit heeft Al-Shabaab te danken aan het feit dat Somalië al vanaf 1991 geen centrale regering meer heeft en door samenwerking met krijgsheren die ze ten tijde van de UIR bestreden.

## Banden met Al Qaida en Islamitische Staat
Al-Shabaab claimt zelf banden te hebben met Al Qaida, algemeen wordt aangenomen dat deze banden niet zeer sterk zijn. Er zijn wel persoonlijke contacten tussen leden van Al Qaida en Al-Shabaab, maar (nog) geen organisatorische. Wel hebben beide groepen dezelfde ideologie. Vooral Al-Shabaab wil de banden met Al Qaida aanhalen, in september 2008 bracht Al-Shabaab een video uit waarin een leider van de organisatie trouw zweert aan Osama bin Laden. In februari 2009 verscheen een videoboodschap van de tweede man van Al Qaida, Ayman al-Zawahiri, waarin hij Al-Shabaab prijst en zegt dat Al-Shabaab de jihad tegen de Verenigde Staten zal winnen.
Eind oktober 2015 verscheen er een videobericht van Al-Shabaab op verschillende boardwebsites. Hierin werd trouw gezworen aan de terreurgroep Islamitische Staat, die enige tijd daarvoor in Irak en Syrië een kalifaat had uitgeroepen. Sindsdien hebben ook andere terreurorganisaties trouw gezworen aan IS.

## Rekrutering
Al-Shabaab rekruteert jihadisten in Somalië en het buitenland in wat zij zelf de ‘strijd tegen de vijanden van de islam’ noemen. In Somalië worden burgers gedwongen zich aan te sluiten bij Al-Shabaab. In het buitenland rekruteert Al-Shabaab binnen de Somalische diaspora onder andere in de Verenigde Staten en Engeland.

## Tactiek
In het begin (2006) bediende Al-Shabaab zich van 'klassieke' guerrillamethoden: zelfmoordaanslagen, gewapende overvallen en moordaanslagen. Het richtte zich daarbij op de Somalische overgangsregering en iedereen die in de ogen van Al-Shabaab deze regering steunde zoals het Ethiopische leger, het vredesleger van de Afrikaanse Unie, buitenlandse hulpverleners en buitenlandse media. De strijd concentreerde zich vooral in en rond Mogadishu. Gedurende de strijd tussen Al-Shabaab en het Ethiopische leger in de stad in augustus 2007 ontvluchtten 400.000 burgers de stad.
In 2008 veranderde Al-Shabaab zijn tactiek, het probeerde Somaliërs voor zich te winnen. Leden van Al-Shabaab bezochten dorpen en deelden voedsel en geld uit. Ook richtte Al-Shabaab mobiele shariarechtbanken in waar criminelen snel veroordeeld werden en waar men probeerde lokale disputen rond onder andere eigendom op te lossen. In Zuid-Somalië zette Al-Shabaab meer en meer politieke tactieken in, zo ging men in gesprek met clanoudsten om hen ervan te overtuigen dat ze goede bedoelingen hadden. Deze tactiek had succes en in februari 2009 controleerde Al-Shabaab het grootste deel van het zuiden van Somalië. In een aantal dorpen werd de sharia ingevoerd. Ondertussen ging Al-Shabaab ook door met terreuraanslagen, een zelfmoordaanslag door Al-Shabaab kostte in februari 2009 elf vredessoldaten uit Burundi het leven.

## Na het vertrek van Ethiopië in 2009
In januari 2009 trok het Ethiopische leger zich terug uit Somalië, hiermee verdween de grootste tegenstander van Al-Shabaab van het toneel. Nadat de Ethiopiërs Somalië verlieten, richtte Al-Shabaab zich op de in Somalië aanwezige Afrikaanse vredesmacht. De aanvallen op de vredessoldaten kostten ook veel burgers het leven, hierdoor neemt de steun van de bevolking af. De Verenigde Staten wil zich zo min mogelijk bemoeien met de chaos in Somalië omdat elk ingrijpen van het Westen de burgers van Somalië in de armen van radicale moslims lijkt te drijven.
In mei 2009 heeft de president van Somalië, Sharif Sheikh Ahmed, de invoering van de sharia goedgekeurd. Dit deed hij om de rebellen tegemoet te komen. De rebellen lieten zich echter niet apaiseren en zeiden de strijd voort te zetten zolang er nog buitenlandse mogendheden in het land zijn.
De militie van Al-Shabaab heeft inmiddels tientallen graven verwoest van islamitische geestelijken van de Soefirichting. Volgens militieleider Ali Mohamed Husein aanbidden de mensen deze graven, terwijl alleen Allah aanbeden mag worden. De Somali ontkennen dat de graven worden aanbeden, ze worden geëerd. Op 29 maart 2010 gingen honderden vrouwen de straat op om te demonstreren tegen de grafschennis door Al-Shabaab.
In december 2010 ging de organisatie Hizbul Islam, die bestond uit vier groepen die afkomstig waren uit de Unie van Islamitische Rechtbanken, samen met Al-Shabaab.

## Keniaans offensief
In oktober 2011 verklaarde het Keniaanse leger de oorlog aan Al-Shabaab. Kenia beschuldigt Al-Shabaab van ontvoeringen van westerse toeristen en medewerksters van Artsen zonder Grenzen. Op 17 oktober werd begonnen met luchtaanvallen op posities van Al-Shabaab in het zuiden van Somalië. Kort daarna staken honderden Keniaanse militairen in colonnes de grens over. De aanval vindt plaats in samenwerking met Somalische regeringstroepen. Als antwoord hierop dreigde Al-Shabaab met een invasie in buurland Kenia wanneer de troepen zich niet terug zouden trekken. Op 18 oktober werden weer bombardementen uitgevoerd door Keniaanse vliegtuigen op bases van Al-Shabaab.

## Aanslagen
Op 21 september 2013 werd met granaten en geweren een aanslag uitgevoerd op het winkelcentrum Westgate in de Keniaanse hoofdstad Nairobi. Al-Shabaab claimde de aanvallen, waarbij minstens zestig burgers gedood werden. De aanval zou een represaille zijn voor het Keniaanse offensief van 2011.
In juni 2014 werden er in Kenia verschillende aanslagen gepleegd. Er vielen tientallen doden. Mogelijk was Al-Shabaab voor deze aanslagen verantwoordelijk, Kenyatta, de president van Kenia, veronderstelde dat het om plaatselijk geweld ging. Op 22 november 2014 werd een Keniaanse bus gekaapt en naar Somalië gereden, waarop 28 van de 60 inzittenden werden gedood omdat ze geen moslims waren. Ook deze aanslag werd door Al-Shabaab geclaimd, waarop het Keniaanse leger in een vergeldingsactie volgens vicepresident Ruto ruim 100 strijders doodde.
Op 26 juni 2015 pleegde Al-Shabaab een aanslag op een hotel in Mogadishu. Er vielen 10 doden. Op 1 november 2015 werd opnieuw een hotel in het centrum van de Somalische hoofdstad aangevallen.
In januari 2016 vielen er twintig doden in Mogadishu, toen een luxe hotel aan de kust door Al-Shabaab werd aangevallen. Begin juni 2016 vielen er twintig doden toen terroristen van Al-Shabaab opnieuw een bomaanslag pleegden bij een populair hotel in Mogadishu. Op 25 juni pleegde Al-Shabaab nogmaals een aanslag op een hotel in Mogadishu, met 15 doden tot gevolg. De twee aanvallers werden uitgeschakeld. Op 26 juli 2016 pleegde Al-Shabaab een dubbele zelfmoordaanslag in Mogadishu. Een autobom ontplofte in de nabijheid van de internationale luchthaven en in de buurt van het plaatselijke VN-hoofdkantoor en diverse ambassades. Een tweede bom ontplofte voor de ingang van het hoofdkwartier van de Afrikaanse Unie. Onder de doden waren VN- en AU-bewakers. Op 31 juli pleegde Al-Shabaab een nieuwe aanslag in Mogadishu bij een politiegebouw, waarbij 9 doden vielen, onder wie 4 daders. Op 30 augustus pleegde Al-Shabaab opnieuw een zelfmoordaanslag in Mogadishu, in de buurt van het presidentieel paleis. Berichten over het aantal doden liepen uiteen van 10 tot 26. Mogelijk was een hotel waar een aantal veiligheidsmensen bijeen zouden komen het doelwit van de aanslag.
Op 14 oktober 2017 kostte een bomaanslag in Mogadishu het leven aan 587 mensen.
In juli 2019 vond er een aanslag plaats op een hotel in Kismayo. Hierbij vielen 26 doden, onder wie 2 journalisten. Al-Shabaab eiste de verantwoordelijkheid voor de terreurdaad op.
In augustus 2022 eiste Al-Shabaab een aanslag op het Hayat Hotel in Mogadishu op. Hierbij werden zeker 20 mensen gedood.
Op 10 januari 2024 maakte een VN-helikopter met medici en militairen een noodlanding in gebied dat door al-Shabaab gecontroleerd wordt. Daarbij vielen inzittenden in de handen van de organisatie.